# Marisa Lajolo

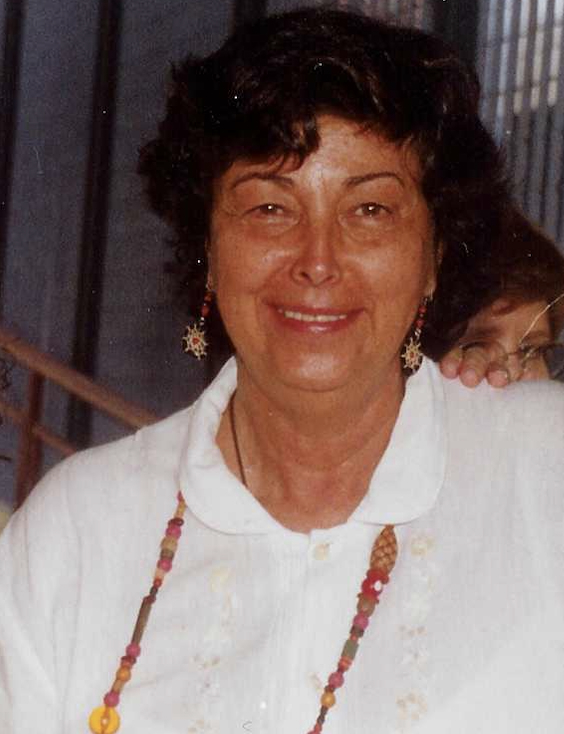
Marisa Lajolo

Marisa Philbert Lajolo (São Paulo, 9 de maio de 1944) é uma ensaísta, crítica literária, escritora e professora universitária brasileira.
Nasceu em Santos (São Paulo), onde fez sua formação inicial no Instituto de Educação Canadá. Em 1962, ingressou no curso de Letras, na Faculdade de Filosofia, da Universidade de São Paulo, que ainda funcionava na memorável rua Maria Antônia. 
Desde cedo, foi professora. Iniciou sua experiência no Cursinho do Grêmio, que, em 1968, se tornaria o Grupo Educacional Equipe, ao lado de Haquira Osakabe, Carlos Vogt, Berta Waldman e Carlos Felipe, não apenas ministrando aulas, mas elaborando as apostilas que serviam de base aos cursos de literatura e língua portuguesa.    
Em 1969, viajou para os Estados Unidos, onde participou de disciplinas como a de Poética, ministrada por Roman Jakobson, na Brandeis University. Após o retorno ao Brasil, em 1972, prosseguiu sua formação nos cursos de Mestrado e Doutorado, sempre com temas voltados para o ensino de literatura, sob a orientação de Antonio Candido. Em sua dissertação, examinou o ensino de literatura no que, à época, se chama Segundo Grau, e em sua tese, analisou a obra infantil de Olavo Bilac. Com o título Usos e abusos da literatura na escola: Bilac e a literatura escolar na República Velha, a tese de doutorado foi publicada pela Editora Globo, em 1982. 
Em 1979, tornou-se docente no Departamento de Teoria Literária do Instituto de Estudos da Linguagem, da Universidade Estadual de Campinas, onde, em 1991, tornou-se professora titular na área de História e Historiografia Literárias. Aposentou-se em 2005 e, em seguida, passou a lecionar na Universidade Presbiteriana Mackenzie. 
Além de livros e artigos acadêmicos, escreve com regularidade para jornais e revistas de ampla circulação, e tem vasta produção de textos didáticos ou paradidáticos. 
Ao longo de sua carreira, sempre teve interesse em discutir grandes temas dos estudos literários como "o que é literatura?", "existe uma literariedade imanente a alguns textos?", "qual é o papel da leitura na sociedade brasileira?", "como se deve ensinar literatura?".
Alguns de seus livros mais conhecidos encaram de frente essas questões, com destaque para O que é literatura, lançado em 1984. O livro recebeu dezenas de edições até sua versão revista e ampliada, publicada em 2018, com o título Literatura: ontem, hoje, amanhã. Em parceria com Regina Zilberman, escreveu outras obras de sucesso como Literatura infantil brasileira: história e histórias, publicado pela primeira vez, em 1984, e Um Brasil para crianças: histórias, autores e textos, em 1989.
É grande especialista na obra de Monteiro Lobato, sobre a qual escreveu vários ensaios e livros, entre eles Monteiro Lobato: a modernidade do contra (1985), Monteiro Lobato, livro a livro: obra adulta, organizado em parceria com José Luiz Ceccantini (2008) e  Monteiro Lobato, livro a livro: obra adulta (2014). Em parceria com Lilia Schwarcz escreveu uma biografia de Lobato para crianças, intitulada Reinações de Monteiro Lobato: uma biografia (2019).

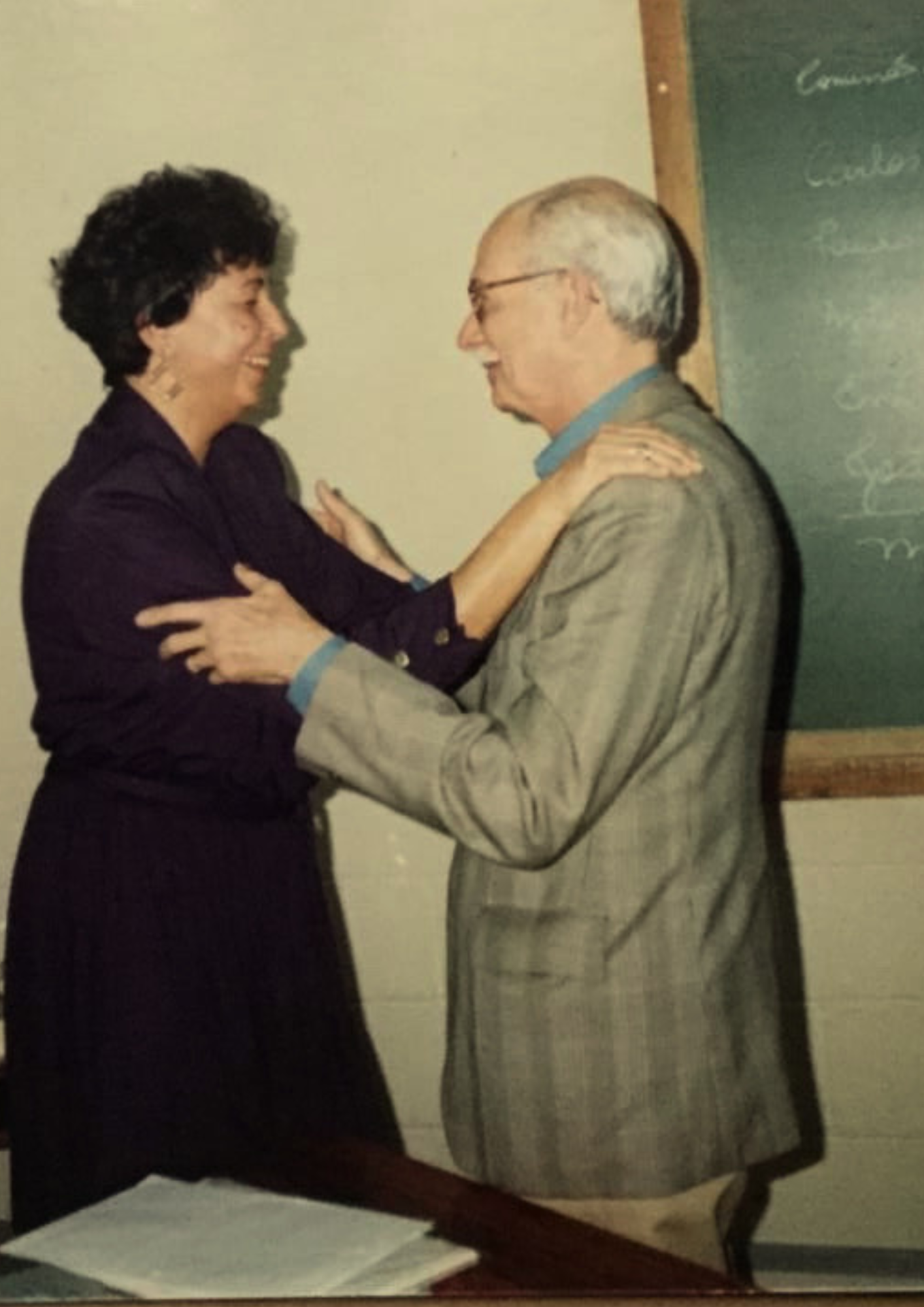
Marisa Lajolo e Antonio Candido

Dedicou-se, também, à história do livro e da leitura no Brasil, desenvolvendo a ideia de Antonio Candido sobre um "sistema literário" apoiado na tríade autor - obra - público. Em seus livros, escritos em parceria com Regina Zilberman, examinou questões sobre a profissionalização dos escritores, as relações entre autores e editores, as instituições dedicadas à cultura letrada, as formas de publicação no Brasil, entre outras. Esses temas foram desenvolvidos em  A leitura rarefeita (1991), A formação da leitura no Brasil (1996), O Preço da Leitura. Leis e Números por Detrás das Letras (2001). 
Teve também passagens pela política e gestão. Entre 1987 e 1991, foi Diretora Associada do Instituto de Estudos da Linguagem (Unicamp).  Em 2009, foi nomeada Secretária de Educação do Município de Atibaia, recebendo, no mesmo ano, uma Moção de Congratulações da Câmara Municipal de Atibaia por sua atuação. Entre 2014 e 2017, foi curadora do Prêmio Jabuti  e, em 2015, foi eleita para a Academia Paulista de Educação. 
É também autora de obras de ficção. Estreou com Destino em aberto (2002), romance que tematiza a trajetória de dois rapazes e aborda questões como violência e sexualidade, trabalho infantil e papel da arte no mundo contemporâneo. Gonçalves Dias - o poeta do exílio (2011) é uma biografia romanceada do poeta, destinada ao público juvenil, assim como seu primeiro livro. Mais recentemente, publicou uma narrativa para crianças, intitulada A irmã de Angelina (2023), que trata dos ciúmes infantis e das relações entre irmãs.  Seu conto  “Fernando Pessoa, meu caro Watson”, foi premiado no concurso de Contos da Unicamp, em 2006.  
É casada com Franco Lajolo desde 1972, tem duas filhas, Paula e Camila, e uma neta, Júlia. Ela própria se define, em Como e por que ler o romance brasileiro (2004):  
"Sou eu, Marisa Lajolo, professora titular de literatura da Unicamp. Antes de mais nada, porém, leitora fiel de romances. Finos ou grossos, com ou sem happy end, brasileiros ou não brasileiros. [...] muito mais os brasileiros. Afinal, os ingleses são ótimos, mas... são ingleses, for God's sake! Neles ninguém anda de jangada, faz oferendas a Iemanjá nem beija de tirar o fôlego na esquina da avenida Ipiranga com a São João" (p. 13)

## Contribuição teórica

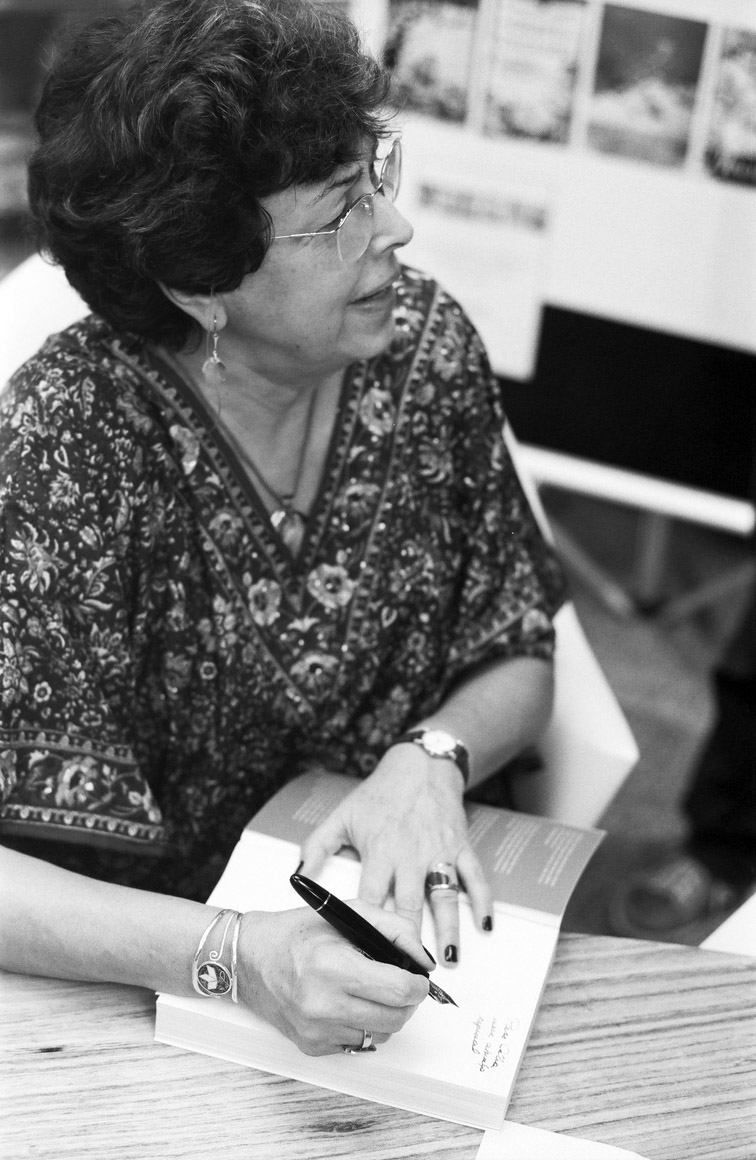
Marisa Lajolo em sessão de autógrafo

Usos e abusos da literatura na escola: Bilac e a literatura escolar na República Velha é a tese de doutorado de Marisa Lajolo, defendida na FFLCH-USP, em 1979, e publicada em 1982, pela editora gaúcha Globo, antes de ser adquirida por Roberto Marinho em 1986. Algo raro, o título atrativo é o mesmo da tese, orientada por Antonio Candido, que também assina o prefácio do livro.
Com a consciência de que a crítica literária migrava dos jornais para a universidade, a autora apresenta a face didática e patriótica do “príncipe dos poetas brasileiros”, encarando um Olavo Bilac “fazedor de livros escolares”, análise que ocupa a maior parte da obra.
Afiada com os instrumentos da época, plasmados na crítica marxista, na linguística, na nova retórica e na sociologia da educação, a autora toma como objeto de estudo e documento histórico os livros didáticos escritos por Bilac, sozinho ou em parceria com Coelho Neto e Manuel Bomfim, entre 1899 e 1911, comparando-os com compêndios de outros autores contemporâneos. Além do patriotismo e do ruralismo atávico dos textos bilaquianos, a pesquisadora enfrenta as “relações sociais” em sua análise, pressagiando temas que, nas décadas seguintes, ganhariam cadeiras nas universidades e holofotes da mídia, como a opressão do negro e da mulher em nossa sociedade. Já o meticuloso exame da linguagem apresenta os variados expedientes retóricos e literários usados para a identificação com o leitor, visando sua simpatia e obediência, entre outras marcas do uso utilitário da literatura na escola.
O trabalho tem ainda o mérito de mostrar, pela primeira vez, como a longevidade de tais livros de leitura, embrulhados como literatura e que formaram várias gerações de estudantes, patrocinaram um modelo pedagógico a serviço da ideologia da classe dominante. A partir desta pesquisa, a autora aprofundaria sobremaneira o tripé literatura-leitura-escola em publicações de diversos matizes, concentrando-se na crítica e na história da literatura infanto-juvenil brasileira, sendo uma de suas principais vozes.
Literatura infantil brasileira: história & histórias foi publicado em 1984 na Série Fundamentos pela editora Ática. Marisa Lajolo e Regina Zilberman assinam a obra em parceria. Trata-se de estudo bastante original para o período. Na década examinada, ainda eram poucos os estudos históricos sobre literatura infantil no Brasil, excetuando-se a pesquisa pioneira de Leonardo Arroyo de 1968, reconhecida com afeto pelas autoras na parte da dedicatória.
A originalidade reside em pelo menos dois aspectos: o delineamento do panorama da Literatura Infantil no Brasil transcorridos cem anos de sua emergência em terras brasileiras e o desenvolvimento da pesquisa considerando-se o contraponto entre literatura infantil e não-infantil. Com a finalidade de alertar o leitor sobre empreendimento de tal envergadura, na apresentação, as autoras sublinham que o leitor não encontrará um estudo no qual se indicam todos os títulos e autores de cada período elencado. Importa, antes de tudo, o estabelecimento dos marcadores históricos e culturais que balizaram a linguagem na condição de sistema simbólico e a produção literária de modo geral. Outra sinalização por parte das autoras diz respeito ao método por elas empregado no desenvolvimento da pesquisa. O esforço de investigação leva em conta os aspectos relativos à circulação das obras e às instituições que as legitimam e não o exame de elementos internos que conformam os textos infantis.
O livro é organizado em seis capítulos. Nos três primeiros, as autoras refletem sobre a condição do adjetivo “infantil” que acompanha esta produção, inserindo-a com frequência em um pré-sistema, assim como ocorreu com a produção de autores em período anterior ao Modernismo de 1922. A inclinação para um certo nacionalismo da Literatura Infantil marcada por temas e linguagem de feição brasileira não passa despercebida. Do capítulo quatro ao seis, a análise recai na observação dos movimentos referidos à modernização no Brasil, à revolução, à democratização, com a lente de análise aguçada para a ampliação do mercado editorial. Além disso, a indústria cultural parece impor um modo singular de renovação literária, considerando-se temas, linguagens, livros e autores.
Salta aos olhos, entretanto, a cronologia histórico-literária inserida ao fim das análises e do balanço geral. Ali, o leitor pode acompanhar lançamentos de obras, eventos históricos e culturais que marcaram as décadas e a produção cultural examinadas. Uma vez mais, o protagonista é o leitor, convidado a preencher possíveis lacunas deixadas como um gesto de generosidade por parte de Marisa Lajolo e Regina Zilberman.
Literatura: leitores e leitura reescreve O que é Literatura? (publicado originalmente pela Editora Brasiliense, em 1982), em novo contexto, o início do século 21, que trazia muitas perguntas, inclusive sobre a possibilidade de sobrevivência da literatura. Segundo a autora, a literatura não morreu, só mudou de endereço e ganhou cara nova. Anteriormente, a literatura associava-se a uma tradição cultural que a definiu ao longo dos séculos, com a civilização burguesa como horizonte, muitas vezes excluindo vozes diversas. Porém, sabidamente o conceito de literatura é fluido e temporário, influenciado por critérios sociais, econômicos e estéticos e, assim, no século 21, as coisas começaram a mudar mais visivelmente.
A autora oferece um breve tour histórico da literatura ocidental, desde os gregos até a literatura contemporânea, destacando períodos como a Idade Média, Barroco, Arcadismo, Romantismo e Realismo. Essa trajetória leva ao reconhecimento de que a literatura contemporânea não está em declínio, como muitos previram, mas sim se multiplicando com a globalização, com as novas tecnologia e novos suportes. Uma dessas mudanças é tratada no capítulo 6, no qual se aborda a mistura de linguagens dentro da literatura, promovida pela linguagem da internet. 
Esse novo cenário faz com que os conceitos de metalinguagem e intertextualidade sejam constantemente revisados e aproximados da noção de hipertexto, cara aos frequentadores do universo virtual. Além disso, numa abordagem de viés sociológico, a obra analisa como a segmentação do mercado favorece a visibilização dos antes "marginalizados" da história literária (literatura para crianças e jovens, de mulheres, de negros, de homossexuais). A obra também defende a ideia de que é o leitor, em suas interação pessoal com o texto, que torna algumas obras literárias. Conforme diz a autora: "Tem de tudo, sim senhor! E tudo é literatura!"
A leitura rarefeita: leitura e livro no Brasil, de Marisa Lajolo e Regina Zilberman, se questiona sobre como a leitura pode se desenvolver “em países como o Brasil, periféricos e dependentes, onde o processo de aburguesamento não se completa nunca, ou dizendo de outra maneira, onde o aburguesamento concretiza-se apenas parcialmente em alguns segmentos sociais, deixando outros inalterados?”(p.8-9). Para responder à questão, as autoras propõem-se a discutir acerca das práticas sociais de leitura, tendo a literatura como ponto de inserção social. 
O livro apresenta um estudo original sobre a relação entre literatura e a formação do que seria a sociedade brasileira, tomando como base o leitor. Para isso, as autoras percorrem a história, desde o início da ocupação portuguesa até meados do século XIX, passando pela chegada dos jesuítas e a reforma educacional promovida pelo Marquês de Pombal, e discutem questões que impactaram diretamente a sociedade, como a influência da catequese sobre os primeiros textos literários produzidos no século XVI e a existência de poucos leitores no Brasil colônia. 
Esses eventos contribuíram para a maneira, por vezes precária, de formação de leitores ao longo do tempo, ainda que a necessidade deles fosse detectada à medida que a literatura criada no território se expandia e pedia um público leitor que fosse “modelo diferenciado e especial de leitura”, como afirmam as autoras.
O livro mostra, ainda, o lento processo de formação de leitores, em decorrência da dificuldade de consolidação dos aparatos culturais, como editoras, livrarias, bibliotecas e imprensa, bem como a criação de mecanismos de produção e circulação de obras literárias.
A formação da leitura no Brasil, obra originalmente publicada em 1996, teve, em 2019, edição revista pelas autoras Marisa Lajolo e Regina Zilberman. A obra dialoga com  A leitura rarefeita principalmente em relação ao sujeito leitor.
Ainda que em A leitura rarefeita as práticas leitoras sejam apresentadas, em A formação da leitura no Brasil, as reflexões  acerca da figura do leitor têm lugar central, sendo considerado, pelas autoras, tão importante quanto a obra e o autor, tal como propõe Antonio Candido em A formação da literatura brasileira, livro de referência e reverência de Marisa Lajolo e Regina Zilberman. 
Ao longo dos cinco capítulos que compõem a obra, as autoras discutem aspectos sociais, econômicos, políticos, psicológicos da formação do leitor brasileiro e suas relações com o tempo, as obras e os autores, destacando-se o papel do “aparelho escolar, no âmbito da criação e da veiculação da literatura” (p.15).
Para além desse leitor no masculino, a edição de 2019 traz para a discussão o papel e a importância das mulheres na construção dessa história da leitura brasileira, ressaltando a importância feminina no que se refere à construção - e à consolidação - da prosa romântica ficcional, tanto do ponto de vista da mulher escritora quanto leitora. A esse assunto é dedicado o capítulo 4, intitulado “A leitora no banco dos réus”. 
Ao apresentarem esse percurso, que coloca a figura leitora no centro do debate, traçam um importante caminho para a história da leitura no Brasil, que passa pelas práticas de leitura e pelas transformações da sociedade ao longo do tempo.
Do mundo da leitura para a leitura do mundo, em tom bem-humorado e com metáforas estimulantes, é endereçado aos professores da educação básica, escritores, editores, bibliotecários, historiadores e interessados nos estudos sobre leitura e literatura na escola.
Na parte 1, “No mundo da Leitura”, são sete textos resultantes de investigações apresentadas em congressos, cursos e publicações, durante a década de 1980, quando educadores e outros participantes do circuito do livro e da leitura reuniam-se para discutir a “crise da leitura”. Premiado com o Jabuti 1994, o livro contempla com profundidade teórica e análise certeira os impasses e perplexidades do ensino de literatura na escola brasileira: das práticas motivacionais (que desfiguram o texto literário) à formação aligeirada do professor; do boom do mercado de literatura infanto-juvenil à leitura coletiva imposta pela escola; dos “modelos e contra-modelos” do livro de Língua Portuguesa à autonomia do professor, todos temas indigestos, embrulhados para a viagem que a autora empreende, por meio da contextualização histórica e juízos críticos, sempre lastreados em suas pesquisas e irrigados com longa experiência em sala de aula.
Na segunda parte, “Leituras do mundo”, são apresentados três autores clássicos (Machado de Assis, Pepetela e Monteiro Lobato) em análises concatenadas com as discussões e sugestões da primeira parte: fundamenta que a noção de literatura infantil e juvenil é produto de uma pedagogia escolar, assim como a ideia de criança e de jovem são construções sociais, datadas e instáveis. Ela sabe (e mostra) que qualquer receita fácil degenera na prática escolar; que o professor deve dominar a linguagem, desenvolver a leitura extensa da literatura, em especial dos clássicos, conhecer a história do ensino e aproximar o texto do cotidiano do aluno. De olhos e ouvidos atentos aos vários sujeitos envoltos na melindrosa questão, a autora constrói atualíssima imagem do livro e da leitura na escola, com suas mazelas. A estrutura do texto em várias camadas e o esmerado vocabulário compõem imagem generosa de seus leitores. 
O preço da leitura ocupa-se do estatuto de autor, tema central das análises dos sete capítulos que compõem a obra. O arco temporal tem início em 1431, quando se isentavam taxas de importação de livros, passando por 1502, ano da publicação de O livro de Marco Polo, um dos primeiros best-sellers da Europa com privilégio real, mas vulnerável à prática de plágio à incipiente e jovem indústria livreira. Em 1710, o Estatuto de Ana, promulgado pelo Parlamento Inglês, conferia direitos sobre os livros impressos aos autores.
Do século XVIII até o XX, muitas outras regulamentações permearam a tensa relação entre autores, tipógrafos e editores também no Brasil, uma vez que, como afirmam as autoras, “na tradição dos estudos literários, não é de bom tom misturar questões de dinheiro com literatura” (p. 71). Mário de Andrade, um dos escritores largamente analisados na obra, chega a abrir mão de seus direitos autorais e mostra-se desinteressado em se profissionalizar como escritor até 1943, quando finalmente é publicado pela editora Martins (p. 88).
Recibos e contratos entre diferentes editores e autores revelam a instabilidade dos acordos entre as partes. Enquanto alguns escritores recebiam apenas um percentual das vendas, outros eram totalmente financiados pelas editoras. Tais documentos mostram que apenas quando se consolida a prática de assinatura de contratos é que tem início uma moderna noção de propriedade literária, reforçada, ainda, pela criação de associações que pretendiam garantir meios de publicação aos autores e recebimento de pelo menos “a metade do produto líquido” (p. 131).
No Brasil, em 1998, firma-se a Lei nº 9.610, que atualizou questões relacionadas à tecnologia e à proteção dos direitos autorais no contexto contemporâneo; trata-se do copyright. Mais recentemente, surgem publicações em formato digital, na internet, em que autores viram oportunidades para divulgar seus trabalhos de forma independente, alcançando um público maior e sem depender necessariamente das vias tradicionais de publicação. Em outras palavras: a partir daí, o autor passa a ser dono de seu trabalho, com direitos e deveres assegurados entre todos os atores que transformam o objeto livro de um meio de transmissão da cultura para um produto industrial.
Das tábuas da Lei à tela do computador, escrito por Marisa Lajolo em parceria com Regina Zilberman, é uma viagem ao longo dos séculos sobre leitura, escrita e suas representações midiáticas. Ganham destaque imagens de comerciais sobre livros e seus autores em jornais de grande circulação, em cartazes de exposições voltados a eventos literários como a Flip, em Paraty, e até em anúncios de venda de imóveis.
A proposta das autoras é fazer uma arqueologia da leitura, que abrange desde princípios filosóficos defendidos por Aristóteles, Eurípedes, Horácio, Ovídio, até autores canônicos como José de Alencar e Clarice Lispector, e escritores populares da literatura de cordel. Os excertos analisados referem-se, principalmente, às maneiras pelas quais leitura, livros e autores comparecem nas obras analisadas, sem deixar de lado o leitor, categoria que ganha destaque em dois dos dez capítulos.
A leitura não é glamourizada, ao contrário: embora compreendida como um direito humano, também é vista como mercadoria, que atende não apenas ao desejo do mercado livreiro, mas também ao de instituições públicas, como escolas e campanhas oficiais voltadas ao fomento da venda de livros, como o Plano Nacional do Livro e Leitura.
No último capítulo há análises igualmente primorosas sobre linguagem em dois volumes da Bíblia, Gênesis e Êxodo, nos quais as tábuas da lei são compreendidas como a passagem da oralidade para a escrita. Trata-se, assim, de uma bem realizada estratégia discursiva das autoras, que também se referem às mesmas tábuas no título do livro, isto é, em seu início. Complexificam, assim, a intrincada relação entre começo e fim dos sistemas letrado e literário que, na contemporaneidade, também ganham outros suportes, como as telas de cristal líquido dos computadores, dos celulares e de demais aparatos.
Monteiro Lobato livro a livro: obra infantil reúne 28 artigos sobre cada um dos livros infantis escritos por Monteiro Lobato, desde A Menina do Narizinho Arrebitado (1920) até Os doze trabalhos de Hércules (1944). Organizado por Marisa Lajolo e João Luís Ceccantini, o livro inclui também artigos sobre a atuação de Lobato como editor, sobre os recursos gráficos e ilustrações de seus livros, além de sua linguagem: "metalinguagem, intertextualidade, consciência do leitor e oralidade merecem menção, pela constância com que se manifestam e pelos fabulosos efeitos de sentido que criam". (p.21) Com exceção dos quatro artigos iniciais, que se dedicam a aspectos das obras como um todo, cada artigo analisa uma obra de Monteiro Lobato, considerando seus aspectos temáticos, estilísticos e históricos, e (last but not least) cada artigo inclui a história da escrita e da edição dos livros. A história editorial revela-se elemento fundamental para a compreensão dos livros de Lobato no século XXI, sobretudo porque o escritor os alterou profundamente, edição após edição, em geral ampliando-os, mas também cortando-os e, às vezes, complementando-os e corrigindo a si mesmo, a partir de sugestões recebidas de leitores. 
Por sua abrangência e qualidade, o livro auxilia quem busca conhecer melhor a obra de um dos mais importantes escritores brasileiros, como também para quem busca se instrumentalizar para analisar, com fundamento histórico e crítico, a literatura infantil de outros tempos e espaços.
A obra recebeu dois Prêmios Jabuti (melhor livro de Teoria e Crítica Literária, e Livro do ano de Não-ficção) e também o selo "Altamente recomendável" da Fundação Nacional do Livro Infantil e Juvenil. 
Monteiro Lobato livro a livro: obra adulta foi concebido como uma continuidade ao livro Monteiro Lobato livro a livro: obra infantil, e também publicado pela Editora da Unesp em 2009. O livro surgiu de uma ideia esboçada na mesa “Reinações de Monteiro Lobato”, que ocorreu, em 17 de agosto de 2010, como parte da homenagem prestada ao escritor na 21ª Bienal Internacional do Livro, em São Paulo, mesa da qual participaram Marisa Lajolo, João Ceccantini, Eliane Galvão, Emerson Tin, Luís Camargo e Thiago Valente.
Nesse livro, encontram-se 28 estudos que se debruçam tanto sobre as obras do ficcionista Monteiro Lobato (por exemplo, Urupês, Cidades Mortas, Negrinha, O choque das raças) quanto sobre as obras do articulista e polemista (como Problema vital, Na antevéspera, Ferro, O escândalo do petróleo, entre outras), bem como sobre obras de natureza ensaística (como Mundo da Lua) e sobre sua vasta correspondência (A barca de Gleyre, Cartas escolhidas, Cartas de amor, Quando o carteiro chegou...)
Como ressaltou a organizadora, “cada título da obra lobatiana não infantil ganha aqui um capítulo individual. Em cada um, o olhar atento de um leitor especial: com o olhar atento de detetives em bons romances policiais, cada um de nós levanta hipóteses, segue pistas, faz perguntas, propõe respostas...” (p.13-14).
Quando o carteiro chegou... Cartões-postais a Purezinha foi a primeira publicação resultante do projeto temático “Monteiro Lobato (1882-1940) e outros modernismos brasileiros”, liderado por Marisa Lajolo e financiado pela FAPESP, que tinha por um dos objetivos explorar o acervo de Monteiro Lobato doado à Unicamp. Também foi a primeira publicação de inéditos do escritor em décadas. O livro reúne os postais enviados por Lobato a Purezinha, o apelido carinhoso de Maria da Pureza Natividade, então sua noiva, com quem se casaria em 28 de março de 1908.
Organizados e apresentados por Marisa Lajolo em dois textos introdutórios (“Um tesouro de papéis” e “Uma história de amor verdadeira”), os 32 documentos que compõem o livro foram transcritos e anotados por Emerson Tin, então orientando de doutorado de Marisa no IEL - Unicamp.
Em “Um tesouro de papéis”, a organizadora noticia ao leitor a incorporação do acervo de Monteiro Lobato ao Centro de Documentação Cultural “Alexandre Eulálio”(CEDAE), do Instituto de Estudos da Linguagem (IEL) da Unicamp, mediante doação dos herdeiros do escritor, o que viria a constituir o Fundo Monteiro Lobato (https://cedae.iel.unicamp.br/guia.php?view=details&id=c9f0f895fb98ab9159f51fd0297e236d).
Já em “Uma história de amor verdadeira”, esmiúça o conjunto dos postais organizados no livro, guiando os leitores através desses cartões que “falam de amor, de saúde, de acontecimentos importantes e desimportantes, do tempo, de planos de viagem, das inevitáveis recomendações à família, das ocupações diárias, das saudades da noiva e da vontade de casar-se logo.” (p.14)
Os postais foram reproduzidos em fac-símile e impressos de forma a facilitar a leitura: nas páginas ímpares, vem reproduzida a face dos postais que contém a ilustração e, nas páginas pares, diante da ilustração, a face dos postais que contém o texto escrito por Lobato, acompanhada da devida transcrição.
O livro recebeu, em 2007, o selo “Altamente Recomendável para o Jovem” da Fundação Nacional do Livro Infantil e Juvenil.
Reinações de Monteiro Lobato: uma biografia é a primeira obra do gênero biográfico sobre o escritor paulista destinada às crianças brasileiras. Em projeto gráfico arrojado, sua materialidade dá prova de originalidade ao trazer as ilustrações coloridas e vibrantes de Lole em interação com velhas fotos em preto e branco, documentos, cartas amarelecidas, bilhetes, fotos de primeiras edições, reproduções de desenhos e aquarelas do escritor, texturas diversas transitando entre o álbum de recortes da família e o diário íntimo.
Escrito em primeira pessoa e dotado de um estilo ágil e direto, próprio à feição da obra infantil lobatiana, a biografia feita a quatro mãos por Marisa Lajolo e Lilia Schwarcz é uma saborosa miscelânea de histórias bem contadas sobre uma vida humana tão movimentada que não deixava nada a desejar aos romances de capa e espada de outrora. As autoras lançam mão de um narrador protagonista que conta a sua própria história em tom descontraído, interpelando o leitor, dialogando, chamando à reflexão. Seus textos seguem a trajetória da narrativa de forma nem sempre linear, tomando a liberdade de pular um assunto e depois voltar a ele, dividindo o espaço da página com imagens, notas explicativas e/ou informativas em forma de balões, trazendo dinamismo à visualidade da obra.
Era uma vez um escritor que herdou uma fazenda de café, teve uma importante revista, algumas editoras, quatro filhos, doenças, mortes, muitas perdas, dívidas, algumas falências, viagens, mudanças, milhares de cartas, centenas de obras entre livros autorais e traduções, dois episódios de prisão. Historicizando os fatos históricos com muita propriedade e leveza, as autoras discutem questões polêmicas com grande clareza e bom-humor, abordando a complexidade de ser escritor no Brasil de um século atrás ao alcance das crianças leitoras de hoje.
Como e por que ler o romance brasileiro apresenta e comenta uma seleção variada e bem fundamentada de romances brasileiros, escritos entre a segunda metade do século XVIII e os últimos anos do século XX. Atendendo à demanda da coleção "Como e por que ler", a livro sugere modos de ler, associados ao bom aproveitamento das qualidades das obras. Sua resposta à pergunta "por que ler?" associa a vida humana às experiências culturais, afirmando que se lê romance "para viver por empréstimo, e nesta vida emprestada aprender a viver" (p. 28). Seu texto não é dogmático, nem considera que sua maneira seja a única possível; em vez disso, apresenta informações sobre os romances sugeridos, de forma a justificar as razões subjacentes às recomendações. Nesse sentido, o livro vai além da organização mais comum em livros de história da literatura, porque o fio cronológico é entremeado a outros (que lhe permitem vincular obras escritas em séculos diferentes), como os temas dos romances, a sua geografia, a identidade social dos autores e, ainda, certas técnicas narrativas. A extensa experiência da autora como professora universitária transparece no tratamento ao mesmo tempo respeitoso e desafiador conferido ao leitor, com quem  dialoga, num tom inteligente e interessado, e a quem convida a ir além, a conhecer mais, a duvidar das certezas postas pelos discursos circulantes.

## Obras literárias
Destino em Aberto é um romance juvenil, cuja história gira em torno de dois jovens de origens distintas, cujos destinos se cruzam de maneira inesperada. Homero, proveniente de uma família abastada, está em conflito com sua própria identidade e aspirações. Ele se vê preso a uma vida de negócios e expectativas familiares, enquanto seu verdadeiro desejo é seguir carreira na música e na arte da fotografia. Por outro lado, Jorge Bilac, conhecido como o Poeta, vem de um ambiente marcado pela violência e pelo tráfico de drogas, após a perda precoce dos pais. Apesar das diferenças em suas realidades, ambos compartilham paixão pela música e pela expressão artística.
Homero decide deixar para trás sua vida de privilégios e parte em uma jornada pelo Brasil, buscando encontrar seu verdadeiro propósito. Em sua jornada, ele encontra um grupo de ativistas em João Pessoa, dedicados a combater a exploração infantil através da produção de um documentário. A exposição à realidade das crianças em situações vulneráveis o transforma profundamente.
Enquanto isso, Jorge, após uma vida imersa na criminalidade, deixa para trás seu passado sombrio e busca recomeçar em Manaus, onde encontra refúgio na figura mítica do Cobra Norato.
Dois jovens de origens distintas, com o mesmo objetivo: a realização pessoal, a esperança, a crença de que o futuro pode ser melhor. Ao longo da história, o destino os conduz a um encontro que transformará suas vidas de maneiras inesperadas. Tudo isso com um plano de fundo de retratos do Brasil, como questões de assédio e violência, a função social da arte, o trabalho infantil e a exploração sexual de menores, entre outros.
O poeta do exílio é um convite para conhecer a vida e a obra de um dos grandes poetas da literatura romântica brasileira, Gonçalves Dias. O livro integra a coleção “Meu amigo escritor”, da editora FTD, cujo propósito central é familiarizar jovens estudantes com grandes nomes da literatura brasileira, em uma perspectiva que sinaliza a preocupação com a formação do leitor literário, tema caro a Marisa Lajolo, que sobre ele se debruçou em parte significativa de sua trajetória de pesquisa. O poeta do exílio, entretanto, não é um texto teórico, nem uma biografia nos moldes padrões do gênero, mas uma criação ficcional em que se mesclam dois planos narrativos.  
A história de um grupo de adolescentes da escola Luís Gama – protagonizada por Júlia e Pedro – que, interessados em participar de um festival de música estudantil, compõem uma canção inspirada no poema “I Juca Pirama”, de Gonçalves Dias, é o estratagema para introduzir a narrativa sobre o poeta maranhense, pontuada pelos esforços da banda de construir um blog sobre o escritor, o BlogDoDias. O blog, multiautoral e  polifônico, esboça a biografia do poeta fundamentado em importantes fontes documentais – relatórios e diários de viagens, cartas e textos de jornais –, romantizando, no entanto, as peripécias da vida de Dias, ao criar cenas e diálogos fictícios em que pensamentos e sentimentos do poeta romântico são enfatizados, assim como os de figuras importantes na vida do escritor, como sua filha Joana, que faleceu aos dois anos de idade, Olímpia, a infeliz esposa de Gonçalves Dias, e Ana Amélia, a mulher a quem ele verdadeiramente amava.
Além dos aspectos biográficos, a obra de Dias vai se tornando conhecida por meio de poemas e textos cuidadosamente selecionados, a fim de comporem os principais traços de sua produção literária. A narrativa de O poeta do exílio é ainda entremeada de diálogos com o leitor e a leitora – marca estilística de Marisa Lajolo – e de notas explicativas que, de forma irreverente, conduzem o público à descoberta desse importante ícone da literatura brasileira.
A irmã de Angelina, primeiro livro infantil de Marisa Lajolo, é um conto ilustrado pelo chargista Alcy, que recorre à aquarela e ao nanquim. Percebe-se a clara influência charge, em especial na passagem do tempo no quadro a quadro.
Quando a história começa, a irmã de Angelina ainda não tem nome. Ela é uma bebê, na barriga da mãe, que tenta, sem sucesso, se conectar a sua irmã mais velha, que, por sua vez, esnoba todos os esforços de sua caçula. Até que um dia, elas percebem que têm duas coisas em comum: o amor pela mãe e o medo de não ser especial para ela. É a partir daí que as irmãs passam a se conectar, se entender, se apoiar, na compreensão de que, para além de terem muito amor pela mãe, elas também têm o amor de sua mãe.

## Publicações

### Livros teóricos
·      Literatura Infantil Brasileira: História e História (edição revista e ampliada). Coautoria Regina Zilberman. 2022.
·      Literatura ontem, hoje, amanhã (reimpressão). 2. ed. São Paulo: Editora UNESP, 2022.
·      Literatura ayer,hoy y mañana: lectores y lecturas en la historia de Brasil. 1a. ed. Buenos Aires: Eudeba, 2022. 158 p.
·      Literatura: ontem, hoje, amanhã. 1a. ed. São Paulo: Editora UNESP, 2018. 170 p.
·      Edição revista de: O que é literatura. 17. ed. São Paulo: Brasiliense, 1994. 96 p.
·      A formação da Leitura no Brasil. Coautoria Regina Zilberman. (2a. ed. rev.). São Paulo: Editora UNESP, 2019. 467 p.
·      Reinações de Monteiro Lobato. Coautoria Lilia Schwarcz. 1a. ed., 2019.
·      Literatura infantil brasileira - Uma nova outra história. Coautoria Regina Zilberman. Curitiba / São Paulo: PUCPRESS / FTD, 2017. 151p.
·      Monteiro Lobato livro a livro: obra adulta. 1a. ed. São Paulo: Editora da UNESP, 2014. 538 p.
·      Do mundo da leitura para a leitura do mundo (14. reimpr). 6a. ed. São Paulo: Ática, 2010. 112 p.
·      Literatura Infantil Brasileira: História e Histórias. Coautoria Regina Zilberman. (6a. reimp.). São Paulo: Ática, 2010.192 p.
·      Monteiro Lobato livro a livro - obra infantil. Organizado com João Luís Ceccantini. 1a. ed. São Paulo: Editora Unesp - Imprensa Oficial, 2009. 509 p.
·      Das tábuas da lei à tela do computador - a leitura em seus discursos. Coautoria Regina Zilberman. São Paulo: Editora Ática, 2009. 176 p.
·      Meus alunos não gostam de ler... o que eu faço?. 1a. ed. Campinas: Cefiel / IEL / Unicamp, 2005. 55 p.
·      Como e por que ler o romance brasileiro. 1. ed. Rio de Janeiro: editora Objetiva, 2004. 146 p.
·      A importância do ato de ler. São Paulo: Editora Moderna, 2003. 47 p.
·      A leitura rarefeita: livro e leitura no Brasil. Coautoria Regina Zilberman. 2. ed. São Paulo: Editora Ática, 2002. 178 p.
·      Ofício de professor. São Paulo: Abril Cultural, 2002. 
·      Literatura: leitores e leitura. 1. ed. São Paulo: Editora Moderna, 2001. 128 p.
·      O preço da leitura. Coautoria Regina Zilberman. São Paulo: Editora Ática, 2001. 183 p.
·      Monteiro Lobato: um brasileiro sob medida. São Paulo: Editora Moderna, 2000. 99 p.
·      Um Brasil Para Crianças. Coautoria Regina Zilberman. 4. ed. São Paulo: Global, 1993. 364 p.
·      Monteiro Lobato: a modernidade do contra. São Paulo: Brasiliense, 1985. 96 p.
·      Usos e abusos da literatura na escola. Rio de Janeiro: Global, 1982. 100 p.
·      A crítica estruturalista. São Paulo: CAEL /FFLCH, 1969.

### Ficção
·      A irmã de Angelina. 1 a. ed. São Paulo: Moderna, 2023.
·      Gonçalves Dias - o poeta do exílio. São Paulo: FTD, 2011.
·      “Fernando Pessoa, meu caro Watson”. Conto premiado Concurso de Contos Unicamp 40 anos, 2006.
·      Destino em aberto. São Paulo: Ática, 2003.

### Antologias e obras organizadas
·      Olavo Bilac (Melhores Poemas). 4. ed. São Paulo: Editora Global, 2021. 148p
·      Short Stories by Monteiro Lobato / Contos de Monteiro Lobato. Campinas: Editora Unicamp, 2020. 141 p.
·      Monteiro Lobato / Rafael Pombo. Bogotá / Colômbia: Babel Livros, 2018. 47 p.
·      Crônicas para ler na escola (Joel Rufino dos Santos), 2013, 150 p.
·      Crônicas para ler na escola (Zuenir Ventura). Rio de Janeiro: Objetiva, 2012. 145 p.
·      Crônicas para ler na escola - José Roberto Torero. 1. ed. Rio de Janeiro: Objetiva, 2011. 166 p.
·      Carlos Heitor Cony- crônicas para ler na escola. Rio de Janeiro: Objetiva, 2009. 126 p.
·      Veríssimo, Luis Fernando (Org.). Mais comédias para ler na escola. Rio de Janeiro: Editora Objetiva, 2008.
·      Histórias sobre Ética. (9a. reimp., 5a. ed.) São Paulo: Editora Ática, 2009.
·      Histórias de quadros e leitores. São Paulo: Editora Moderna, 2006. 107p .
·      Quando o carteiro chegou (cartões postais de Monteiro Lobato a Purezinha). São Paulo: Editora Moderna, 2006. 91 p.
·      Antologia de poesias românticas brasileiras. São Paulo: Salamandra, 2005. 63 p.
·      Nós e os outros (histórias de diferentes culturas) 2a. ed. São Paulo: Editora Ática, 2005. 120 p.
·      Monteiro Lobato: contos escolhidos (3a.ed. 2002). 1. ed. São Paulo: Brasiliense, 1989.
·      Machado de Assis. São Paulo: Nova Cultural, 1981. 150p .
·      Castro Alves. São Paulo: Nova Cultural, 1981. Org. com Samira Campedelli.
·      Monteiro Lobato. São Paulo: Nova Cultural, 1981. 138 p .
·      Bocage. São Paulo: Nova Cultural, 1980. Org. com Ricardo Maranhão.
·      Contos Jovens (6). São Paulo: Brasiliense, 1975.
·      Contos jovens (3). São Paulo: Brasiliense, 1974.
·      Contos jovens (4). São Paulo: SP, 1974.